# ایستایی اجتماعی (کتاب اسپنسر)

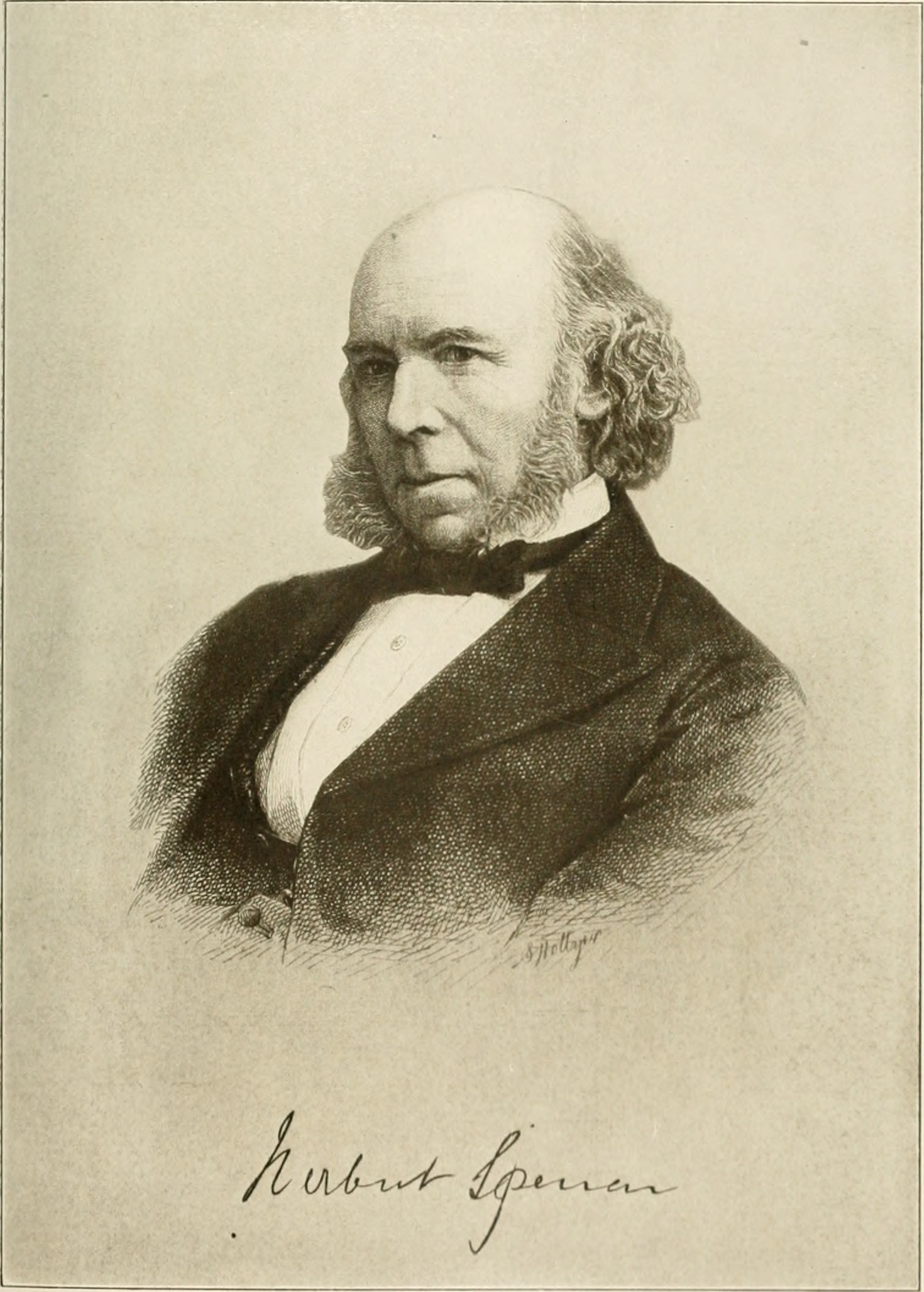
موری راتبارد

ایستایی اجتماعی یا شرایط ضروری مشخص برای خوشبختی و توسعه آنها (به انگلیسی: Social Statics, or The Conditions essential to Happiness specified, and the First of them Developed) کتابی است در سال ۱۸۵۱ توسط هربرت اسپنسر (۲۷ آوریل ۱۸۲۰–۸ دسامبر ۱۹۰۳) فیلسوف، زیست‌شناس، انسان‌شناس، جامعه‌شناس و نظریه‌پرداز برجسته سیاسی لیبرال کلاسیک انگلیسی در دوره ویکتوریا نوشته و توسط جان چپمن در لندن منتشر شده‌است.
او در این کتاب، از اصطلاح «سازواری» برای به‌کارگیری ایده‌های خود در مورد لامارکیان استفاده می‌کند. به عنوان مثال برای تکامل جامعه می‌گوید: روشن است که هر موجودی که قرار است ساختارش برای شرایط جدید هستی درآید، باید تحت آن شرایط قرار گیرد یا اگر این گزاره را به‌طور خاص بیان کنیم، واضح است که انسان تنها با حفظ در وضعیت اجتماعی می‌تواند با وضعیت اجتماعی سازگار شود. بدیهی است، نتیجه این است که از آنجایی که انسان در آن احساساتی که با دیکته کردن رفتار عادلانه، از تضاد همیشگی افراد و متعاقب آن جدایی آنها جلوگیری می‌کند، کمبود داشته و دارد، به نوعی عاملیت مصنوعی نیاز است که به وسیله آن اتحاد آنها حفظ شود. تنها با فرایند انطباق می‌توان شخصیتی را ایجاد کرد که تعادل اجتماعی را خود به خود ایجاد می‌کند.
اغلب باورمندند در همین کتاب و پیش از انتشار کتاب «اصول زیست‌شناسی» (۱۸۶۴)، اسپنسر عبارت «بقای اصلح» را ابداع کرد. که بعدها در اقتصاد و زیست‌شناسی به کار برد. این را می‌توان به عنوان یک اصل کلیدی به اصطلاح داروینیسم اجتماعی توصیف کرد، اگرچه اسپنسر و کتابش مدافع آن نبودند.
«ایستایی اجتماعی» نخستین کتاب مهم اسپنسر در زمینه فلسفه سیاسی است. تلاش می‌کند تا اساس یک دولت محدود را بر توسعه دقیق دکترین حقوق طبیعی قرار دهد. او با دفاع از «اصل اول» خود شروع می‌کند: «هر انسانی می‌تواند برای استفاده از توانایی‌هایش که با داشتن آزادی مشابه توسط هر انسانی سازگار است، ادعای کمال آزادی داشته باشد.» به نظر اسپنسر، دولت یک نهاد «ضروری» نیست و زمانی «فاسد خواهد شد» که سازماندهی داوطلبانه بازار جایگزین جنبه‌های اجباری دولت می‌شود. او همچنین استدلال می‌کرد فرد حق نادیده گرفتن دولت را دارد.

## ساختار کتاب
معرفی
دکترین مصلحت
دکترین حس اخلاقی
بخش اول:
1. تعریف اخلاق
2. ظهور شر
3. اندیشه الهی و شرایط واقعی آن

بخش دوم:
1. اشتقاق اولیه اصل اول
2. اشتقاق ثانویه اصل اول
3. اصل اول
4. کاربرد اصل اول
5. حقوق زندگی و آزادی شخصی
6. حق استفاده از زمین
7. حق مالکیت
8. حق مالکیت در ایده‌ها
9. حق مالکیت در شخصیت
10. حق مبادله
11. حق آزادی بیان
12. حقوق بیشتر
13. حقوق زنان
14. حقوق کودکان

بخش سوم:
1. حقوق سیاسی
2. حق نادیده گرفتن دولت
3. قانون اساسی دولت
4. وظیفه دولت
5. حد وظیفه دولتی
6. مقررات بازرگانی
7. نهادهای مذهبی
8. بیچاره قوانین
9. آموزش ملی
10. استعمار دولت
11. نظارت بهداشتی
12. ارز، ترتیبات پستی و غیره

بخش چهارم:
1. ملاحظات عمومی
2. خلاصه
3. نتیجه

## واکنش
اکثر نظریات بعدی اسپنسر، ریشه در کتاب «ایستایی اجتماعی» دارد که در آن بر آزادی اقتصادی و اجتماعی تأکید نموده‌است.
موری راتبارد، اقتصاددان، کتاب ایستایی اجتماعی را بزرگ‌ترین اثر یکپارچه آزادیخواهی فلسفه سیاسی نامیده که تاکنون نوشته شده‌است.
قاضی الیور وندل هولمز، جونیور در «لوچنر علیه نیویورک» که با تصمیم دیوان عالی کشور مخالف است که قانون ایالتی نانواها را از کار بیش از ده ساعت در روز یا شصت ساعت در هفته منع می‌کند با نقض آزادی قرارداد متمم چهاردهم قانون اساسی ایالات متحده آمریکا را مخالفت کرد، می‌نویسد: اصلاحیه چهاردهم، ایستایی اجتماعی آقای هربرت اسپنسر را تأیید نمی‌کند.